# Кейсі Кейсем
Кейсі Кейсем (англ. Casey Kasem; нар. 24 квітня 1932, Детройт, Мічиган, США — пом.15 червня 2014) — американський актор, телеведучий, радіоведучий, відомий як ведучий радіочарту Top 40, а також озвученням Шеггі Роджерса в мультсеріалі «Скубі-Ду»

## Біографія
Кейсі Кейсем народився в Детройті, США в родині ліванських імігрантів, які володіли невеликою бакалійною крамницею. Він закінчив Нортвестернську середню школу та Університет Вейна.
В останні роки життя Кейсем страждав на прогресивну форму деменції з тільцями Леві. Він помер 15 червня 2014 у лікарні в Біг Гарборі, Вашингтон.

## Особисте життя
Кейсі вперше одружився з співачкою та акторкою Ліндою Маєрс у 1972 році. У шлюбі народилось троє дітей. Пара розлучилась у 1979. У 1980 чоловік одружився вдруге з Джин. Після серії викиднів у них народилась донька Ліберті Джин Кейсем.

## Кар'єра
Кейсем працював на радіо, у 1952 його призвали в армію та відправили на Корейську війну, де продовжив радіокар'єру. Він повернувся в США та влаштувався ді-джеєм.
У 1970 разом з Томом Раундсом, Роном Джейкобсом і Доном Бастані він заснував американський радіочарт Top 40. Кейсі був його ведучим до 1988 року. Крім того він працював на хіт-парадах American Top 20 та American Top 10. У 1998 він повернувся і був за мікрофоном American Top 40 до 2004. Кейсем звільнився з шоу та його Top 20 and Top 10 4 липня 2009. Передачі Кейсі стали стандартом радіочартів, а його самого вважають «Королем чартів». У 1992 році його включили в Національний зал слави радіо.
У 1964 Кейсем розпочав акторську кар'єру. З того часу він взяв участь у більше ніж ста фільмах та серіалах. Він часто з'являлвся камео. Кейсі найбільш відомий озвученням персонажа мультсеріалу «Скубі-Ду» Шеггі Роджерса.

## Фільмографія
Фільми
- 1967 : Перший у бою / First to Fight
- 1967 : Слава стомперів / The Glory Stompers
- 1969 : 2000 років потому / 2000 Years Later
- 1969 : Дикі колеса / Wild Wheels
- 1969 : Дикуни на мотоциклах / The Cycle Savages
- 1969 : Кричи! / Scream Free!
- 1970 : Громові дівчата / The Girls from Thunder Strip
- 1971 : А ось Кролик Пухнастик / Here Comes Peter Cottontail
- 1971 : Неймовірний двоголовий трансплантант / The Incredible 2-Headed Transplant
- 1972 : Машина Судного дня / Doomsday Machine
- 1972 : Скубі-Ду зустрічає Бетмена / Scooby-Doo Meets Batman
- 1973 : Крадій душі / Soul Hustler
- 1975 : Ніч, яка змусила Америку панікувати / The Night That Panicked America
- 1975 : Останній з могікан / The Last of the Mohicans
- 1976 : Свобода є / Freedom Is
- 1976 : Перегони «Жуйка» / The Gumball Rally
- 1977 : Нью-Йорк, Нью-Йорк / New York, New York
- 1978 : Диско-гарячка / Disco Fever
- 1979 : Темрява / The Dark
- 1979 : Флінтстоуни зустрічають Рокулу и Франкенстоуна / The Flintstones Meet Rockula and Frankenstone
- 1979 : Скубі-Ду їде в Голлівуд / Scooby-Doo Goes Hollywood
- 1980 : Повернення короля / The Return of the King
- 1984 : Мисливці на привидів / Ghostbusters
- 1986 : Трансформери: Фільм / The Transformers: The Movie
- 1986 : Скубі-Ду зустрічає братів Бу / Scooby-Doo Meets the Boo Brothers
- 1988 : Скубі-Ду та школа монстрів / Scooby-Doo and the Ghoul School
- 1988 : Скубі-Ду та наполегливий перевертень/ Scooby-Doo and the Reluctant Werewolf
- 1994 : Скубі-Ду! Ночі Шахерезади / Scooby-Doo in Arabian Nights
- 1994 : Космічний відстійник / Cosmic Slop
- 1997 : Джеймс Дін / James Dean: Live Fast, Die Young
- 1997 : Щасливого Різдва, Джордж Бейлі / Merry Christmas, George Bailey
- 2000 : Карапузи у Парижі / Rugrats in Paris: The Movie — Rugrats II
- 2003 : Луні Тюнз знову в справі / Looney Tunes: Back in Action
- 2004 : Скубі-Ду та таємниця лох-несського чудовиська / Scooby-Doo and the Loch Ness Monster
- 2005 : Алоха, Скубі-Ду! / Aloha, Scooby-Doo!
- 2005 : Скубі-Ду, де моя мумія? / Scooby-Doo in Where's My Mummy?
- 2006 : Скубі-Ду! Пірати на борту / Scooby-Doo! Pirates Ahoy!
- 2007 : Відпочивай, Скуді-Ду / Chill Out, Scooby-Doo!
- 2013 : NIBRS: Reloaded

Серіали
- 1964 : Відоми пригоди пана Магу / The Famous Adventures of Mr. Magoo
- 1968 : Горила Гаррісона / Garrison's Gorillas
- 1968 — 1969 : Час Бетмена та Супермена / The Batman/Superman Hour
- 1969 : Скайгокс / Skyhawks
- 1969 : Пекельні колеса / Hot Wheels
- 1969 : Cattanooga Cats / Cattanooga Cats
- 1969 — 1970: Скубі-Ду, де ти! / Scooby Doo, Where Are You!
- 1970 — 1971: Джозі та кішечки / Josie and the Pussycats
- 1970 — 1992: Вулиця Сезам / Sesame Street
- 1972 : Джозі та кішечки в відкритому космосі / Josie and the Pussy Cats in Outer Space
- 1972 — 1973: Нові справи Скубі-Ду / The New Scooby-Doo Movies
- 1973 : Чекай, поки твій батько не повернувся додому / Wait Till Your Father Gets Home
- 1973 — 1979: Супер друзі / Super Friends
- 1974 : Шоу Діна Мартіна / The Dean Martin Show
- 1974 : Кунг-фу пес / Hong Kong Phooey
- 1974 : Поліція Гаваїв / Hawaii Five-O
- 1974 : Рівень необхідності +4 / Emergency +4
- 1974 : Залізна сторона / Ironside
- 1976 : Диво-пес Динаміт / Dynomutt Dog Wonder
- 1976 — 1978 : Скубі-Ду! Динаміт / The Scooby-Doo/Dynomutt Hour
- 1977 : Поліцейська історія/ Police Story
- 1977 : Медексперт Куінсі / Quincy M.E.
- 1977 : Брати Гарді та Ненсі Дрю / The Hardy Boys/Nancy Drew Mysteries
- 1977 : Що нового, пане Магу / What's New, Mr. Magoo?
- 1977 : Абсолютно нова година Супердрузей / The All-New Super Friends Hour
- 1977 : Скубі-Ду: Кумедні змагання «Всіх мультсупер зірок» / Scooby's All Star Laff-A-Lympics
- 1978 : Ангели Чарлі / Charlie's Angels
- 1978 : Космічні перегони Йогі / Yogi's Space Race
- 1978 : Яна з джунглів / Jana of the Jungle
- 1978 : Виклик супер-друзів / Challenge of the Superfriends
- 1978 — 1980: Війна планет / Battle of the Planets
- 1979 : Найвеличніші супер друзі світу / The World's Greatest SuperFriends
- 1979 — 1980: Скубі та Скреппі / Scooby-Doo and Scrappy-Doo
- 1980 : Шоу Річі Річа та Скуби-Ду / The Ri¢hie Ri¢h/Scooby-Doo Show
- 1980 — 1983: Супер друзі / Super Friends
- 1981 : Космічні зірки / Space Stars
- 1982 : Час Скубі та Скреппі-Ду Паппі / The Scooby and Scrappy-Doo Puppy Hour
- 1982 : Річі Річ / Ri¢hie Ri¢h
- 1983 : Нове шоу Скубі та Скреппі Ду / The New Scooby and Scrappy-Doo Show
- 1983 : Метт Г'юстон / Matt Houston
- 1984 : Фантастичний острів / Fantasy Island
- 1983 : Метт Г'юстон / Matt
- 1984 : Нові загадки для Скубі-Ду / The New Scooby-Doo Mysteries
- 1984 — 1986: Трансформери / Transformers
- 1985 : Майк Гаммер / Mike Hammer
- 1985 : Супермогутня команда: Вартові галактики / The Super Powers Team: Galactic Guardians
- 1985 : Майк Гаммер / George Burns Comedy Week
- 1985 : 13 привидів Скубі-Ду / The 13 Ghosts of Scooby-Doo
- 1988 — 1991: Цуценя на прізвисько Скубі-Ду / A Pup Named Scooby-Doo
- 1991 : Пригоди мультяшок / Tiny Toon Adventures
- 1991 : Беверлі-Гіллз, 90210 / Beverly Hills, 90210
- 1993 : Два дурних собаки / 2 Stupid Dogs
- 1997 : Джонні Браво / Johnny Bravo
- 2000 : Без істерик! / Histeria!
- 2002 — 2006: Що нового, Скубі-Ду? / What's New, Scooby-Doo?
- 2006 — 2008: Шеггі і Скубі-Ду ключ знайдуть! / Shaggy & Scooby-Doo Get a Clue!
- 2008 : Скубі-Ду та король гоблінів / Scooby-Doo and the Goblin King
- 2009 : Скубі-Ду та меч самурая / Scooby-Doo and the Samurai Sword
- 2010 — 2013: Скубі-Ду: Містична корпорація / Scooby-Doo! Mystery Incorporated